# Phyprosopus nasutaria
Phyprosopus nasutaria là một loài bướm đêm trong họ Erebidae.